# 宝江渡船
宝江渡船（ほうえとせん）は、木曽川で運航されていた渡し船である。
宝江の渡し、笠松の渡しとも称する。

## 概要
愛知県葉栗郡北方村字宝江新田（現・愛知県一宮市北方町字宝江新田）と岐阜県羽島郡笠松町港町の間の木曽川で運航された渡船である。現在の木曽川橋の上流約200mに位置していた。美濃国の船着き場は笠松湊であった。
江戸時代、尾張藩の官道の岐阜街道（鮎鮓街道）の渡船となった。
一宮市北方町には石碑、案内板がある。また、笠松町の笠松湊は笠松みなと公園として整備され、当時の石畳が残っている。

## 歴史
元は尾張国葉栗郡里小牧村（現・愛知県一宮市木曽川町里小牧）と美濃国羽栗郡三ツ屋村（現・岐阜県羽島郡笠松町長池）の間の木曽川で運航された里小牧渡船（里小牧の渡し）である。
- 1600年（慶長5年） - 東軍の池田輝政軍が北方村で木曽川越えようとしたが速やかに出来なかった。その際里小牧の渡しの船頭2人（源左衛門、嘉右衛門）が案内を行い、無事渡ることが出来たという。2人の船頭はその功により苗字帯刀の恩賞を受け、源左衛門は高橋姓、嘉右衛門は広瀬姓を名乗り、以降、高橋家と広瀬家が渡し守となる。
- 1617年（元和3年） - 里小牧渡船は宝江に移転し、宝江渡船となる。宝江渡船は尾張藩から重要な道（官道）に指定される。
- 1883年（明治6年） - この時点の運賃は、人が1銭1厘5毛、馬は3銭4厘5毛、駕籠は3銭4厘5毛。
- 1878年（明治11年）10月17日 - 明治天皇御巡幸のために、高橋家と広瀬家は私財で長さ494m、幅3.6m[1]船橋（宝橋）を架橋する。明治天皇御巡幸当日は無料開放されたが、翌日からは有料（人9厘、人力車4厘、馬1銭8厘）となる。宝江渡船は廃止となる。
- 1881年（明治14年）5月 - 宝橋が流出する。宝江渡船が復活する。
- 1885年（明治18年） - 運営が宝橋組となる。
- 1886年（明治19年）6月1日 - 官設鉄道が一ノ宮駅から木曽川駅まで延伸。列車の発着に合わせた運航を始める。
- 1887年（明治20年）4月25日 - 木曽川橋梁が完成し、官設鉄道が木曽川駅から加納駅まで延伸。利用者が減少する[2]。
- 1891年（明治24年）10月28日 - 濃尾地震により木曽川橋梁が損傷。翌年まで官設鉄道の代替輸送を担う。
- 1910年（明治43年）2月 - 木曽川橋（初代）の架橋により廃止。